# 大竹敏之
大竹 敏之（おおたけ としゆき、1965年 - ）は、フリーライター。愛知県常滑市出身。名古屋市在住。

## 略歴
1965年（昭和40年）、愛知県常滑市に生まれる。立命館大学産業社会学部在学中よりミニコミ誌の発行を行う。卒業後、名古屋の出版社に3年間勤務し、レジャー誌の編集を担当。その後、フリーライターに転向。東海圏の珍スポットやB級グルメの愛好家として執筆活動を行い、生活情報サイト「All About」では名古屋ガイドを務めている。また、コンクリート像作家・浅野祥雲の研究をライフワークとしており、作品の修復活動や写真展のプロデュースにも携わっている。

## 著書

### 共著
- 温泉太郎 『東海発 バカルト紀行』（2004年、風媒社）　ISBN 4833101092
- 森下えみこ『ご当地グルメコミックエッセイ まんぷく名古屋』（2014年、メディアファクトリー） ISBN 4040669800
- 森崎美穂子『東海の和菓子名店―伝統を受け継ぐ銘菓ベストガイド 保存版』（2015年、ぴあ中部支局） ISBN 4835628349
- 竹内茂喜『ドラゴンズファン解体新書〜松坂、奇跡の復活〜』（2018年、TOブックス） ISBN 4864727465
- サンデージャーナル取材班『サンデージャーナルのデータで解析! 名古屋愛知』(2021年、リベラル社）ISBN 4434287389

### 単著
- 『名古屋真相追Q局』（1997年、海越出版社） ISBN 4876972362
- 『東海珍名所九十九ケ所巡り』（2009年、中部経済新聞社） ISBN 4885201284
- 『名古屋の喫茶店』（2010年、リベラル社） ISBN 4434150707
- 『名古屋の居酒屋』（2011年、リベラル社） ISBN 4434158562
- 『名古屋メン』（2012年、リベラル社） ISBN 4434166654
- 『続・名古屋の喫茶店』（2014年、リベラル社・星雲社） ISBN 4434189603
- 『コンクリート魂 浅野祥雲大全』（2014年、青月社） ISBN 4810912787
- 『名古屋めし』（2015年、リベラル社・星雲社）ISBN 4434208608
- 『名古屋の商店街』（2016年、PHP研究所） ISBN 4569829147
- 『なごやじまん』（2017年、ぴあ） ISBN 4835638301
- 『名古屋の酒場』（2019年、星雲社） ISBN 4434266012
- 『間違いだらけの名古屋めし』（2023年、ベストセラーズ） ISBN 4584139873

### 連載
- 「離れ小島的連載」『東海じゃらん』（1999年7月号〜2004年3月号、リクルート）
- 「こだわりB級スポット」『名古屋タイムズ』（名古屋タイムズ社）
- 「週刊ナニスポ（名古屋発ニッチスポット）」『名古屋タイムズ』（2008年9月〜10月、名古屋タイムズ社）

## 写真展
- 『幻の人形師・浅野祥雲写真展』（2009年、名古屋市「第17回 ひびのコイまつり」）

## テレビ出演
- タモリ倶楽部「偉大なる造型家 浅野祥雲 没後30年記念 大回顧展!!」（2008年12月12日放送、テレビ朝日系）
- 山浦ひさしのトコトン!1スタ（2012年4月 - 9月、テレビ愛知） - コメンテーター
- マツコ&有吉の怒り新党「新・3大 浅野祥雲作・コンクリート像の“忘れられない表情”」（2015年4月8日放送、テレビ朝日系）
- ホンマでっか⁉TV「県民人生相談『愛知県民』」(2020年3月25日放送、フジテレビ系）[3]

## 講演会・イベント出演
- 『B級スポットナイト 〜あなたの知らない名古屋のB級スポット一挙公開!〜』（2009年6月14日、東京カルチャーカルチャー）